# プリズ級深海救難艇
プリズ級深海救難艇（ロシア語: Спасательные глубоководные аппараты проекта 1855 шифр «Приз» ：1855計画型深海救難艇)はソビエト海軍／ロシア海軍の深海救難艇である。“プリズ(Приз)”とはロシア語で“賞品”の意。
2005年8月に発生した訓練中の浮上不能事故については後述の#AS-28浮上不能事故を参照のこと。

## 概要
プリズ級深海救難艇は1986年から1991年にかけて4機が建造された。それまでに建造された深海救難艇である1837型や1832型とは異なる外観を持っており、船体中ほどに配置された大きめのセイルが特徴である。
乗員は4人で最大20人まで収容できる。全長13.5mで全高5.7mである。排水量は55 m³で潜水時は110 m³である。最大深度は1000mである。チタン製の耐圧殻を持つ。最高速度は3.7 knots (6.9 km / h)である。最大120時間分の空気の供給量が搭載される。
AS-26、AS-28、AS-30、AS-34の四隻が、05360型、または05361型救難艦に二隻ずつ搭載されて運用されている。過去には940型救難潜水艦（NATOコードネーム：インディア型潜水艦）にも搭載された。
本級の後継としてはベスター級深海救難艇（18270型、船体番号AS-36）(伊語版)がある。

## AS-28浮上不能事故

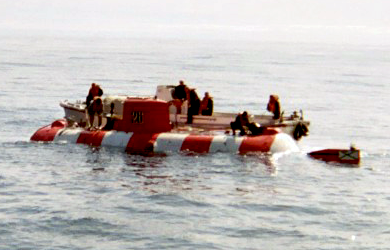
浮上したAS-28

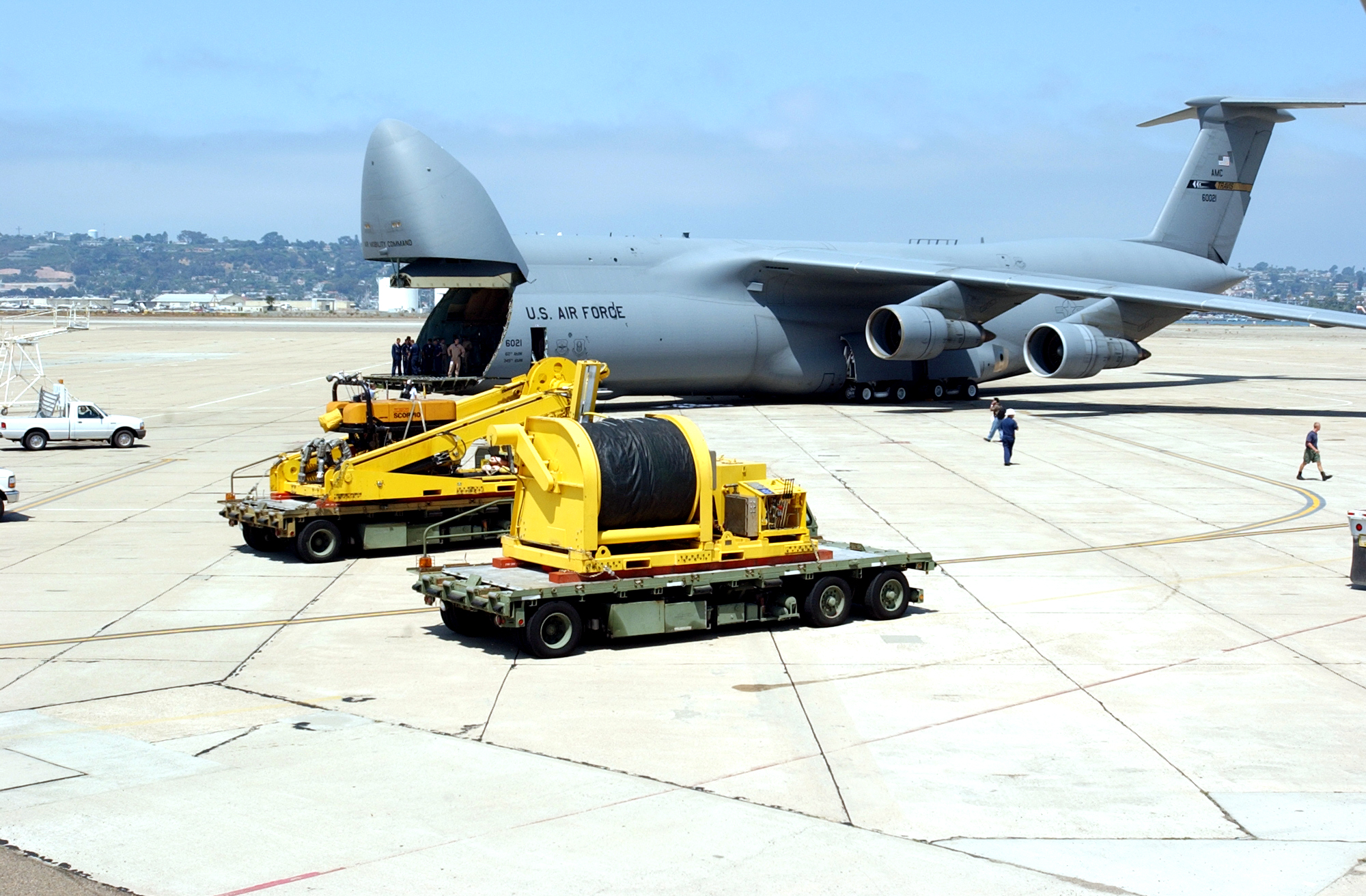
AS-28救出のためC-5に搭載される米海軍のスーパースコーピオ

ロシア海軍太平洋艦隊に所属するプリズ級深海救難艇である、AS-28は2005年8月4日、カムチャッカ沿岸のBeresowaja湾の南東沖70kmの地点で訓練中、深度180mで潜行時に古い魚網に絡まり身動きが取れなくなり、乗員7人が搭乗したまま浮上不能となった。
クルスクの事故の時とは異なりロシア海軍は他国へ救援を求めた。
イギリス、アメリカが無人探査機を空輸し、日本は潜水艦救難母艦ちよだを含む4隻の艦船を現場へ向かわせた。
8月7日早朝、最初に到着したイギリス海軍の無人探査機、スコーピオが鋼線を切断することによって障害物を取り除いた。5:26 (CET)AS-28は自力で浮上し、乗員は全員無事だった。
A事故の後、2004年に4機に対する近代化が計画された。2005年～2008年にかけてテレビカメラやマニピュレータや10mm径の金属製のロープを切断出来る切断装置や水中溶接機、等を搭載する近代化改修をKrasnoye Sormovo第12工場で実施した。
最初の改修は2億4000万ロシア・ルーブルで次の機体は2億ルーブルかかる。

## 同型艦
| 艦番号 | 艦名 | 建造 | 起工 | 進水 | 竣工 | 除籍 |
| ------ | ---- | ---- | ---- | ---- | ---- | ---- |
| AS-26  |      |      |      |      |      |      |
| AS-28  |      |      |      |      |      |      |
| AS-30  |      |      |      |      |      |      |
| AS-34  |      |      |      |      |      |      |